# Torneo di Wimbledon 2015 - Qualificazioni singolare maschile
Le qualificazioni del singolare maschile del Torneo di Wimbledon 2015 sono state un torneo di tennis preliminare per accedere alla fase finale della manifestazione. I vincitori dell'ultimo turno sono entrati di diritto nel tabellone principale. In caso di ritiro di uno o più giocatori aventi diritto a questi sono subentrati i lucky loser, ossia i giocatori che hanno perso nell'ultimo turno ma che avevano una classifica più alta rispetto agli altri partecipanti che avevano comunque perso nel turno finale.

## Teste di serie
1. Kimmer Coppejans (primo turno)
2. Andrej Kuznecov (secondo turno)
3. Guido Pella (ultimo turno)
4. Tatsuma Itō (secondo turno)
5. Luca Vanni (ultimo turno, Lucky loser)
6. Jürgen Melzer (secondo turno)
7. Daniel Muñoz de la Nava (primo turno)
8. Matthias Bachinger (secondo turno)
9. Máximo González (primo turno)
10. Alejandro González (primo turno)
11. Adrián Menéndez Maceiras (ultimo turno)
12. Dustin Brown (qualificato)
13. Austin Krajicek (primo turno)
14. Ivan Dodig (ultimo turno)
15. John Millman (qualificato)
16. Radu Albot (primo turno)

1. Oleksandr Nedovjesov (qualificato)
2. Bjorn Fratangelo (secondo turno)
3. Tarō Daniel (primo turno)
4. Thiemo de Bakker (secondo turno)
5. Albert Montañés (primo turno)
6. Norbert Gombos (primo turno)
7. Paul-Henri Mathieu (ultimo turno)
8. Ryan Harrison (primo turno)
9. Elias Ymer (qualificato)
10. Farrukh Dustov (secondo turno)
11. Horacio Zeballos (qualificato)
12. Édouard Roger-Vasselin (ultimo turno)
13. Facundo Argüello (secondo turno)
14. André Ghem (primo turno)
15. Michael Berrer (qualificato)
16. Michał Przysiężny (secondo turno)

## Qualificati
1. Vincent Millot
2. Alejandro Falla
3. Elias Ymer
4. Hiroki Moriya
5. Luke Saville
6. Igor Sijsling
7. Pierre-Hugues Herbert
8. Yūichi Sugita

1. Nikoloz Basilašvili
2. John-Patrick Smith
3. Michael Berrer
4. Dustin Brown
5. Oleksandr Nedovjesov
6. Horacio Zeballos
7. John Millman
8. Kenny de Schepper

## Lucky loser
1. Luca Vanni

## Tabellone qualificazioni

### Legenda
| - Q = Qualificato - WC = Wild card - LL = Lucky loser | - ALT = Alternate - SE = Special Exempt - PR = Protected Ranking | - w/o = Walkover - r = Ritirato - d = Squalificato |

### Sezione 1
|  | Primo turno     | Primo turno            | Primo turno            | Primo turno            | Primo turno     | Primo turno | Primo turno |  |  | Secondo turno          | Secondo turno          | Secondo turno          | Secondo turno          | Secondo turno          | Secondo turno | Secondo turno |   |   | Terzo turno    | Terzo turno    | Terzo turno    | Terzo turno | Terzo turno | Terzo turno | Terzo turno |  |
|  |                 |                        |                        |                        |                 |             |             |  |  |                        |                        |                        |                        |                        |               |               |   |   |                |                |                |             |             |             |             |  |
|  | 1               | Kimmer Coppejans       | Kimmer Coppejans       | Kimmer Coppejans       | 3               | 6           | 3           |  |  |                        |                        |                        |                        |                        |               |               |   |   |                |                |                |             |             |             |             |  |
|  |                 | Vincent Millot         | Vincent Millot         | Vincent Millot         | 6               | 2           | 6           |  |  | Vincent Millot         | Vincent Millot         | Vincent Millot         | Vincent Millot         | 4                      | 6             | 9             |   |   |                |                |                |             |             |             |             |  |
|  | Marius Copil    | Marius Copil           | Marius Copil           | Marius Copil           | Marius Copil    | 6           | 7           |  |  | Marius Copil           | Marius Copil           | Marius Copil           | Marius Copil           | 6                      | 2             | 7             |   |   |                |                |                |             |             |             |             |  |
|  | Jason Jung      | Jason Jung             | Jason Jung             | Jason Jung             | Jason Jung      | 3           | 64          |  |  |                        |                        |                        |                        |                        |               |               |   |   | Vincent Millot | Vincent Millot | Vincent Millot | 6           | 6           | 4           | 6           |  |
|  | Jarmere Jenkins | Jarmere Jenkins        | Jarmere Jenkins        | Jarmere Jenkins        | Jarmere Jenkins | 62          | 2           |  |  |                        |                        | Édouard Roger-Vasselin | Édouard Roger-Vasselin | Édouard Roger-Vasselin | 3             | 1             | 6 | 2 |                |                |                |             |             |             |             |  |
|  | Evgenij Donskoj | Evgenij Donskoj        | Evgenij Donskoj        | Evgenij Donskoj        | Evgenij Donskoj | 7           | 6           |  |  | Evgenij Donskoj        | Evgenij Donskoj        | Evgenij Donskoj        | Evgenij Donskoj        | Evgenij Donskoj        | 5             | 4             |   |   |                |                |                |             |             |             |             |  |
|  |                 | Andrej Martin          | Andrej Martin          | Andrej Martin          | 3               | 7           | 7           |  |  | Édouard Roger-Vasselin | Édouard Roger-Vasselin | Édouard Roger-Vasselin | Édouard Roger-Vasselin | Édouard Roger-Vasselin | 7             | 6             |   |   |                |                |                |             |             |             |             |  |
|  | 28              | Édouard Roger-Vasselin | Édouard Roger-Vasselin | Édouard Roger-Vasselin | 6               | 5           | 9           |  |  |                        |                        |                        |                        |                        |               |               |   |   |                |                |                |             |             |             |             |  |

### Sezione 2
|  | Primo turno   | Primo turno     | Primo turno     | Primo turno     | Primo turno     | Primo turno | Primo turno |  |  | Secondo turno   | Secondo turno   | Secondo turno   | Secondo turno   | Secondo turno   | Secondo turno | Secondo turno |   |   | Terzo turno  | Terzo turno  | Terzo turno  | Terzo turno | Terzo turno | Terzo turno | Terzo turno |  |
|  |               |                 |                 |                 |                 |             |             |  |  |                 |                 |                 |                 |                 |               |               |   |   |              |              |              |             |             |             |             |  |
|  | 2             | Andrej Kuznecov | Andrej Kuznecov | Andrej Kuznecov | Andrej Kuznecov | 6           | 3           |  |  |                 |                 |                 |                 |                 |               |               |   |   |              |              |              |             |             |             |             |  |
|  | WC            | Richard Gabb    | Richard Gabb    | Richard Gabb    | Richard Gabb    | 2           | 0r          |  |  | Andrej Kuznecov | Andrej Kuznecov | Andrej Kuznecov | Andrej Kuznecov | Andrej Kuznecov | 65            | 4             |   |   |              |              |              |             |             |             |             |  |
|  | Adam Pavlásek | Adam Pavlásek   | Adam Pavlásek   | Adam Pavlásek   | Adam Pavlásek   | 3           | 3           |  |  | Andreas Beck    | Andreas Beck    | Andreas Beck    | Andreas Beck    | Andreas Beck    | 7             | 6             |   |   |              |              |              |             |             |             |             |  |
|  | Andreas Beck  | Andreas Beck    | Andreas Beck    | Andreas Beck    | Andreas Beck    | 6           | 6           |  |  |                 |                 |                 |                 |                 |               |               |   |   | Andreas Beck | Andreas Beck | Andreas Beck | 7           | 65          | 64          | 6           |  |
|  | James McGee   | James McGee     | James McGee     | James McGee     | 7               | 4           | 3           |  |  |                 |                 | Alejandro Falla | Alejandro Falla | Alejandro Falla | 5             | 7             | 7 | 7 |              |              |              |             |             |             |             |  |
|  | Tobias Kamke  | Tobias Kamke    | Tobias Kamke    | Tobias Kamke    | 64              | 6           | 6           |  |  | Tobias Kamke    | Tobias Kamke    | Tobias Kamke    | Tobias Kamke    | Tobias Kamke    | 610           | 3             |   |   |              |              |              |             |             |             |             |  |
|  |               | Alejandro Falla | Alejandro Falla | Alejandro Falla | 6               | 4           | 6           |  |  | Alejandro Falla | Alejandro Falla | Alejandro Falla | Alejandro Falla | Alejandro Falla | 7             | 6             |   |   |              |              |              |             |             |             |             |  |
|  | 19            | Tarō Daniel     | Tarō Daniel     | Tarō Daniel     | 2               | 6           | 1           |  |  |                 |                 |                 |                 |                 |               |               |   |   |              |              |              |             |             |             |             |  |

### Sezione 3
|  | Primo turno      | Primo turno      | Primo turno      | Primo turno      | Primo turno      | Primo turno | Primo turno |  |  | Secondo turno | Secondo turno | Secondo turno | Secondo turno | Secondo turno | Secondo turno | Secondo turno |    |   | Terzo turno | Terzo turno | Terzo turno | Terzo turno | Terzo turno | Terzo turno | Terzo turno |  |
|  |                  |                  |                  |                  |                  |             |             |  |  |               |               |               |               |               |               |               |    |   |             |             |             |             |             |             |             |  |
|  | 3                | Guido Pella      | Guido Pella      | Guido Pella      | 6                | 4           | 6           |  |  |               |               |               |               |               |               |               |    |   |             |             |             |             |             |             |             |  |
|  |                  | Roberto Marcora  | Roberto Marcora  | Roberto Marcora  | 4                | 6           | 3           |  |  | Guido Pella   | Guido Pella   | Guido Pella   | Guido Pella   | Guido Pella   | 7             | 7             |    |   |             |             |             |             |             |             |             |  |
|  | Yang Tsung-hua   | Yang Tsung-hua   | Yang Tsung-hua   | Yang Tsung-hua   | Yang Tsung-hua   | 1           | 5           |  |  | Zhang Ze      | Zhang Ze      | Zhang Ze      | Zhang Ze      | Zhang Ze      | 65            | 64            |    |   |             |             |             |             |             |             |             |  |
|  | Zhang Ze         | Zhang Ze         | Zhang Ze         | Zhang Ze         | Zhang Ze         | 6           | 7           |  |  |               |               |               |               |               |               |               |    |   | Guido Pella | Guido Pella | Guido Pella | 1           | 63          | 7           | 64          |  |
|  | Guilherme Clezar | Guilherme Clezar | Guilherme Clezar | Guilherme Clezar | Guilherme Clezar | 5           | 4           |  |  |               |               | Elias Ymer    | Elias Ymer    | Elias Ymer    | 6             | 7             | 64 | 7 |             |             |             |             |             |             |             |  |
|  | Boy Westerhof    | Boy Westerhof    | Boy Westerhof    | Boy Westerhof    | Boy Westerhof    | 7           | 6           |  |  | Boy Westerhof | Boy Westerhof | Boy Westerhof | Boy Westerhof | Boy Westerhof | 68            | 5             |    |   |             |             |             |             |             |             |             |  |
|  |                  | Thomas Fabbiano  | Thomas Fabbiano  | Thomas Fabbiano  | 6                | 3           | 4           |  |  | Elias Ymer    | Elias Ymer    | Elias Ymer    | Elias Ymer    | Elias Ymer    | 7             | 7             |    |   |             |             |             |             |             |             |             |  |
|  | 25               | Elias Ymer       | Elias Ymer       | Elias Ymer       | 4                | 6           | 6           |  |  |               |               |               |               |               |               |               |    |   |             |             |             |             |             |             |             |  |

### Sezione 4
|  | Primo turno       | Primo turno        | Primo turno        | Primo turno        | Primo turno        | Primo turno | Primo turno |  |  | Secondo turno      | Secondo turno      | Secondo turno      | Secondo turno      | Secondo turno | Secondo turno | Secondo turno |   |   | Terzo turno   | Terzo turno   | Terzo turno   | Terzo turno   | Terzo turno | Terzo turno | Terzo turno |  |
|  |                   |                    |                    |                    |                    |             |             |  |  |                    |                    |                    |                    |               |               |               |   |   |               |               |               |               |             |             |             |  |
|  | 4                 | Tatsuma Itō        | Tatsuma Itō        | Tatsuma Itō        | 7                  | 4           | 6           |  |  |                    |                    |                    |                    |               |               |               |   |   |               |               |               |               |             |             |             |  |
|  |                   | Giovanni Lapentti  | Giovanni Lapentti  | Giovanni Lapentti  | 5                  | 6           | 3           |  |  | Tatsuma Itō        | Tatsuma Itō        | Tatsuma Itō        | Tatsuma Itō        | 7             | 64            | 5             |   |   |               |               |               |               |             |             |             |  |
|  | Hiroki Moriya     | Hiroki Moriya      | Hiroki Moriya      | Hiroki Moriya      | Hiroki Moriya      | 6           | 7           |  |  | Hiroki Moriya      | Hiroki Moriya      | Hiroki Moriya      | Hiroki Moriya      | 64            | 7             | 7             |   |   |               |               |               |               |             |             |             |  |
|  | Jesse Huta Galung | Jesse Huta Galung  | Jesse Huta Galung  | Jesse Huta Galung  | Jesse Huta Galung  | 2           | 68          |  |  |                    |                    |                    |                    |               |               |               |   |   | Hiroki Moriya | Hiroki Moriya | Hiroki Moriya | Hiroki Moriya | 6           | 6           | 6           |  |
|  | Matteo Donati     | Matteo Donati      | Matteo Donati      | Matteo Donati      | 7                  | 2           | 6           |  |  |                    |                    | Matteo Donati      | Matteo Donati      | Matteo Donati | Matteo Donati | 4             | 3 | 2 |               |               |               |               |             |             |             |  |
|  | Yuki Bhambri      | Yuki Bhambri       | Yuki Bhambri       | Yuki Bhambri       | 65                 | 6           | 2           |  |  | Matteo Donati      | Matteo Donati      | Matteo Donati      | Matteo Donati      | 4             | 7             | 6             |   |   |               |               |               |               |             |             |             |  |
|  |                   | Yoshihito Nishioka | Yoshihito Nishioka | Yoshihito Nishioka | Yoshihito Nishioka | 6           | 6           |  |  | Yoshihito Nishioka | Yoshihito Nishioka | Yoshihito Nishioka | Yoshihito Nishioka | 6             | 6(1)          | 2             |   |   |               |               |               |               |             |             |             |  |
|  | 30                | André Ghem         | André Ghem         | André Ghem         | André Ghem         | 3           | 0           |  |  |                    |                    |                    |                    |               |               |               |   |   |               |               |               |               |             |             |             |  |

### Sezione 5
|  | Primo turno        | Primo turno        | Primo turno        | Primo turno        | Primo turno        | Primo turno | Primo turno |  |  | Secondo turno      | Secondo turno      | Secondo turno      | Secondo turno      | Secondo turno      | Secondo turno | Secondo turno |   |   | Terzo turno | Terzo turno | Terzo turno | Terzo turno | Terzo turno | Terzo turno | Terzo turno |  |
|  |                    |                    |                    |                    |                    |             |             |  |  |                    |                    |                    |                    |                    |               |               |   |   |             |             |             |             |             |             |             |  |
|  | 5                  | Luca Vanni         | Luca Vanni         | Luca Vanni         | Luca Vanni         | 6           | 6           |  |  |                    |                    |                    |                    |                    |               |               |   |   |             |             |             |             |             |             |             |  |
|  |                    | Maxime Hamou       | Maxime Hamou       | Maxime Hamou       | Maxime Hamou       | 4           | 2           |  |  | Luca Vanni         | Luca Vanni         | Luca Vanni         | Luca Vanni         | Luca Vanni         | 7             | 6             |   |   |             |             |             |             |             |             |             |  |
|  | Karen Chačanov     | Karen Chačanov     | Karen Chačanov     | Karen Chačanov     | Karen Chačanov     | 68          | 3           |  |  | Konstantin Kravčuk | Konstantin Kravčuk | Konstantin Kravčuk | Konstantin Kravčuk | Konstantin Kravčuk | 65            | 3             |   |   |             |             |             |             |             |             |             |  |
|  | Konstantin Kravčuk | Konstantin Kravčuk | Konstantin Kravčuk | Konstantin Kravčuk | Konstantin Kravčuk | 7           | 6           |  |  |                    |                    |                    |                    |                    |               |               |   |   | Luca Vanni  | Luca Vanni  | 6           | 6           | 3           | 67          | 4           |  |
|  | Nicolás Jarry      | Nicolás Jarry      | Nicolás Jarry      | Nicolás Jarry      | Nicolás Jarry      | 2           | 4           |  |  |                    |                    | Luke Saville       | Luke Saville       | 4                  | 4             | 6             | 7 | 6 |             |             |             |             |             |             |             |  |
|  | Luke Saville       | Luke Saville       | Luke Saville       | Luke Saville       | Luke Saville       | 6           | 6           |  |  | Luke Saville       | Luke Saville       | Luke Saville       | Luke Saville       | Luke Saville       | 6             | 6             |   |   |             |             |             |             |             |             |             |  |
|  | PR                 | Ante Pavić         | Ante Pavić         | Ante Pavić         | Ante Pavić         | 4           | 63          |  |  | Thiemo de Bakker   | Thiemo de Bakker   | Thiemo de Bakker   | Thiemo de Bakker   | Thiemo de Bakker   | 4             | 4             |   |   |             |             |             |             |             |             |             |  |
|  | 20                 | Thiemo de Bakker   | Thiemo de Bakker   | Thiemo de Bakker   | Thiemo de Bakker   | 6           | 7           |  |  |                    |                    |                    |                    |                    |               |               |   |   |             |             |             |             |             |             |             |  |

### Sezione 6
|  | Primo turno             | Primo turno             | Primo turno             | Primo turno             | Primo turno    | Primo turno | Primo turno |  |  | Secondo turno      | Secondo turno      | Secondo turno      | Secondo turno      | Secondo turno      | Secondo turno | Secondo turno |   |   | Terzo turno   | Terzo turno   | Terzo turno | Terzo turno | Terzo turno | Terzo turno | Terzo turno |  |
|  |                         |                         |                         |                         |                |             |             |  |  |                    |                    |                    |                    |                    |               |               |   |   |               |               |             |             |             |             |             |  |
|  | 6                       | Jürgen Melzer           | Jürgen Melzer           | Jürgen Melzer           | Jürgen Melzer  | 6           | 6           |  |  |                    |                    |                    |                    |                    |               |               |   |   |               |               |             |             |             |             |             |  |
|  |                         | Gerald Melzer           | Gerald Melzer           | Gerald Melzer           | Gerald Melzer  | 1           | 4           |  |  | Jürgen Melzer      | Jürgen Melzer      | Jürgen Melzer      | Jürgen Melzer      | 6                  | 5             | 3             |   |   |               |               |             |             |             |             |             |  |
|  | Roberto Carballés Baena | Roberto Carballés Baena | Roberto Carballés Baena | Roberto Carballés Baena | 4              | 7           | 3           |  |  | Igor Sijsling      | Igor Sijsling      | Igor Sijsling      | Igor Sijsling      | 1                  | 7             | 6             |   |   |               |               |             |             |             |             |             |  |
|  | Igor Sijsling           | Igor Sijsling           | Igor Sijsling           | Igor Sijsling           | 6              | 5           | 6           |  |  |                    |                    |                    |                    |                    |               |               |   |   | Igor Sijsling | Igor Sijsling | 6           | 7           | 2           | 5           | 7           |  |
|  | PR                      | Julian Reister          | Julian Reister          | Julian Reister          | Julian Reister | 6           | 6           |  |  |                    |                    | Paul-Henri Mathieu | Paul-Henri Mathieu | 4                  | 63            | 6             | 7 | 5 |               |               |             |             |             |             |             |  |
|  |                         | Nicolás Kicker          | Nicolás Kicker          | Nicolás Kicker          | Nicolás Kicker | 3           | 1           |  |  | Julian Reister     | Julian Reister     | Julian Reister     | Julian Reister     | Julian Reister     | 1             | 63            |   |   |               |               |             |             |             |             |             |  |
|  |                         | Dennis Novikov          | Dennis Novikov          | Dennis Novikov          | 2              | 6           | 3           |  |  | Paul-Henri Mathieu | Paul-Henri Mathieu | Paul-Henri Mathieu | Paul-Henri Mathieu | Paul-Henri Mathieu | 6             | 7             |   |   |               |               |             |             |             |             |             |  |
|  | 23                      | Paul-Henri Mathieu      | Paul-Henri Mathieu      | Paul-Henri Mathieu      | 6              | 2           | 6           |  |  |                    |                    |                    |                    |                    |               |               |   |   |               |               |             |             |             |             |             |  |

### Sezione 7
|  | Primo turno             | Primo turno             | Primo turno             | Primo turno             | Primo turno             | Primo turno | Primo turno |  |  | Secondo turno         | Secondo turno         | Secondo turno         | Secondo turno         | Secondo turno         | Secondo turno | Secondo turno |   |   | Terzo turno     | Terzo turno     | Terzo turno | Terzo turno | Terzo turno | Terzo turno | Terzo turno |  |
|  |                         |                         |                         |                         |                         |             |             |  |  |                       |                       |                       |                       |                       |               |               |   |   |                 |                 |             |             |             |             |             |  |
|  | 7                       | Daniel Muñoz de la Nava | Daniel Muñoz de la Nava | Daniel Muñoz de la Nava | Daniel Muñoz de la Nava | 3           | 1           |  |  |                       |                       |                       |                       |                       |               |               |   |   |                 |                 |             |             |             |             |             |  |
|  |                         | Edward Corrie           | Edward Corrie           | Edward Corrie           | Edward Corrie           | 6           | 6           |  |  | Edward Corrie         | Edward Corrie         | Edward Corrie         | Edward Corrie         | Edward Corrie         | 3             | 5             |   |   |                 |                 |             |             |             |             |             |  |
|  | Iñigo Cervantes         | Iñigo Cervantes         | Iñigo Cervantes         | Iñigo Cervantes         | 5                       | 6           | 6           |  |  | Iñigo Cervantes       | Iñigo Cervantes       | Iñigo Cervantes       | Iñigo Cervantes       | Iñigo Cervantes       | 6             | 7             |   |   |                 |                 |             |             |             |             |             |  |
|  | Somdev Devvarman        | Somdev Devvarman        | Somdev Devvarman        | Somdev Devvarman        | 7                       | 4           | 2           |  |  |                       |                       |                       |                       |                       |               |               |   |   | Iñigo Cervantes | Iñigo Cervantes | 6           | 4           | 3           | 7           | 5           |  |
|  | Pierre-Hugues Herbert   | Pierre-Hugues Herbert   | Pierre-Hugues Herbert   | Pierre-Hugues Herbert   | Pierre-Hugues Herbert   | 6           | 6           |  |  |                       |                       | Pierre-Hugues Herbert | Pierre-Hugues Herbert | 4                     | 6             | 6             | 5 | 7 |                 |                 |             |             |             |             |             |  |
|  | Hans Podlipnik-Castillo | Hans Podlipnik-Castillo | Hans Podlipnik-Castillo | Hans Podlipnik-Castillo | Hans Podlipnik-Castillo | 3           | 2           |  |  | Pierre-Hugues Herbert | Pierre-Hugues Herbert | Pierre-Hugues Herbert | Pierre-Hugues Herbert | Pierre-Hugues Herbert | 6             | 6             |   |   |                 |                 |             |             |             |             |             |  |
|  |                         | Gianni Mina             | Gianni Mina             | Gianni Mina             | 3                       | 7           | 6           |  |  | Facundo Argüello      | Facundo Argüello      | Facundo Argüello      | Facundo Argüello      | Facundo Argüello      | 3             | 4             |   |   |                 |                 |             |             |             |             |             |  |
|  | 29                      | Facundo Argüello        | Facundo Argüello        | Facundo Argüello        | 6                       | 5           | 8           |  |  |                       |                       |                       |                       |                       |               |               |   |   |                 |                 |             |             |             |             |             |  |

### Sezione 8
|  | Primo turno | Primo turno        | Primo turno        | Primo turno        | Primo turno        | Primo turno | Primo turno |  |  | Secondo turno      | Secondo turno      | Secondo turno      | Secondo turno      | Secondo turno | Secondo turno | Secondo turno |   |   | Terzo turno  | Terzo turno  | Terzo turno  | Terzo turno  | Terzo turno | Terzo turno | Terzo turno |  |
|  |             |                    |                    |                    |                    |             |             |  |  |                    |                    |                    |                    |               |               |               |   |   |              |              |              |              |             |             |             |  |
|  | 8           | Matthias Bachinger | Matthias Bachinger | Matthias Bachinger | Matthias Bachinger | 6           | 6           |  |  |                    |                    |                    |                    |               |               |               |   |   |              |              |              |              |             |             |             |  |
|  | WC          | Daniel Cox         | Daniel Cox         | Daniel Cox         | Daniel Cox         | 3           | 3           |  |  | Matthias Bachinger | Matthias Bachinger | Matthias Bachinger | Matthias Bachinger | 4             | 6             | 5             |   |   |              |              |              |              |             |             |             |  |
|  | WC          | Daniel Evans       | Daniel Evans       | Daniel Evans       | Daniel Evans       | 7           | 7           |  |  | Daniel Evans       | Daniel Evans       | Daniel Evans       | Daniel Evans       | 6             | 0             | 7             |   |   |              |              |              |              |             |             |             |  |
|  |             | Jaroslav Pospíšil  | Jaroslav Pospíšil  | Jaroslav Pospíšil  | Jaroslav Pospíšil  | 65          | 62          |  |  |                    |                    |                    |                    |               |               |               |   |   | Daniel Evans | Daniel Evans | Daniel Evans | Daniel Evans | 6           | 2           | 5           |  |
|  | WC          | Alexander Ward     | Alexander Ward     | Alexander Ward     | Alexander Ward     | 3           | 2           |  |  |                    |                    | Yūichi Sugita      | Yūichi Sugita      | Yūichi Sugita | Yūichi Sugita | 7             | 6 | 7 |              |              |              |              |             |             |             |  |
|  |             | Yūichi Sugita      | Yūichi Sugita      | Yūichi Sugita      | Yūichi Sugita      | 6           | 6           |  |  | Yūichi Sugita      | Yūichi Sugita      | Yūichi Sugita      | Yūichi Sugita      | 4             | 6             | 6             |   |   |              |              |              |              |             |             |             |  |
|  |             | Germain Gigounon   | Germain Gigounon   | Germain Gigounon   | 3                  | 6           | 7           |  |  | Michał Przysiężny  | Michał Przysiężny  | Michał Przysiężny  | Michał Przysiężny  | 6             | 4             | 2             |   |   |              |              |              |              |             |             |             |  |
|  | 32          | Michał Przysiężny  | Michał Przysiężny  | Michał Przysiężny  | 6                  | 3           | 9           |  |  |                    |                    |                    |                    |               |               |               |   |   |              |              |              |              |             |             |             |  |

### Sezione 9
|  | Primo turno         | Primo turno         | Primo turno         | Primo turno         | Primo turno         | Primo turno | Primo turno |  |  | Secondo turno       | Secondo turno       | Secondo turno       | Secondo turno       | Secondo turno       | Secondo turno | Secondo turno |   |   | Terzo turno      | Terzo turno      | Terzo turno      | Terzo turno | Terzo turno | Terzo turno | Terzo turno |  |
|  |                     |                     |                     |                     |                     |             |             |  |  |                     |                     |                     |                     |                     |               |               |   |   |                  |                  |                  |             |             |             |             |  |
|  | 9                   | Máximo González     | Máximo González     | Máximo González     | Máximo González     | 5           | 2           |  |  |                     |                     |                     |                     |                     |               |               |   |   |                  |                  |                  |             |             |             |             |  |
|  |                     | Márton Fucsovics    | Márton Fucsovics    | Márton Fucsovics    | Márton Fucsovics    | 7           | 6           |  |  | Márton Fucsovics    | Márton Fucsovics    | Márton Fucsovics    | Márton Fucsovics    | 6                   | 3             | 6             |   |   |                  |                  |                  |             |             |             |             |  |
|  | Rémi Boutillier     | Rémi Boutillier     | Rémi Boutillier     | Rémi Boutillier     | 7                   | 4           | 0           |  |  | Benjamin Mitchell   | Benjamin Mitchell   | Benjamin Mitchell   | Benjamin Mitchell   | 3                   | 6             | 2             |   |   |                  |                  |                  |             |             |             |             |  |
|  | Benjamin Mitchell   | Benjamin Mitchell   | Benjamin Mitchell   | Benjamin Mitchell   | 65                  | 6           | 6           |  |  |                     |                     |                     |                     |                     |               |               |   |   | Márton Fucsovics | Márton Fucsovics | Márton Fucsovics | 4           | 4           | 6           | 2           |  |
|  | Nikoloz Basilašvili | Nikoloz Basilašvili | Nikoloz Basilašvili | Nikoloz Basilašvili | Nikoloz Basilašvili | 6           | 6           |  |  |                     |                     | Nikoloz Basilašvili | Nikoloz Basilašvili | Nikoloz Basilašvili | 6             | 6             | 3 | 6 |                  |                  |                  |             |             |             |             |  |
|  | Victor Hănescu      | Victor Hănescu      | Victor Hănescu      | Victor Hănescu      | Victor Hănescu      | 4           | 2           |  |  | Nikoloz Basilašvili | Nikoloz Basilašvili | Nikoloz Basilašvili | Nikoloz Basilašvili | Nikoloz Basilašvili | 6             | 6             |   |   |                  |                  |                  |             |             |             |             |  |
|  | WC                  | Richard Bloomfield  | Richard Bloomfield  | Richard Bloomfield  | 6                   | 2           | 1           |  |  | Farrukh Dustov      | Farrukh Dustov      | Farrukh Dustov      | Farrukh Dustov      | Farrukh Dustov      | 3             | 3             |   |   |                  |                  |                  |             |             |             |             |  |
|  | 26                  | Farrukh Dustov      | Farrukh Dustov      | Farrukh Dustov      | 4                   | 6           | 6           |  |  |                     |                     |                     |                     |                     |               |               |   |   |                  |                  |                  |             |             |             |             |  |

### Sezione 10
|  | Primo turno              | Primo turno              | Primo turno              | Primo turno              | Primo turno        | Primo turno | Primo turno |  |  | Secondo turno      | Secondo turno      | Secondo turno      | Secondo turno      | Secondo turno      | Secondo turno      | Secondo turno |   |   | Terzo turno | Terzo turno | Terzo turno | Terzo turno | Terzo turno | Terzo turno | Terzo turno |  |
|  |                          |                          |                          |                          |                    |             |             |  |  |                    |                    |                    |                    |                    |                    |               |   |   |             |             |             |             |             |             |             |  |
|  | 10                       | Alejandro González       | Alejandro González       | Alejandro González       | Alejandro González | 1           | 4           |  |  |                    |                    |                    |                    |                    |                    |               |   |   |             |             |             |             |             |             |             |  |
|  |                          | Matteo Viola             | Matteo Viola             | Matteo Viola             | Matteo Viola       | 6           | 6           |  |  | Matteo Viola       | Matteo Viola       | Matteo Viola       | Matteo Viola       | Matteo Viola       | 4                  | 63            |   |   |             |             |             |             |             |             |             |  |
|  | Jan Mertl                | Jan Mertl                | Jan Mertl                | Jan Mertl                | 3                  | 7           | 15          |  |  | Jan Mertl          | Jan Mertl          | Jan Mertl          | Jan Mertl          | Jan Mertl          | 6                  | 7             |   |   |             |             |             |             |             |             |             |  |
|  | José Hernández-Fernández | José Hernández-Fernández | José Hernández-Fernández | José Hernández-Fernández | 6                  | 5           | 13          |  |  |                    |                    |                    |                    |                    |                    |               |   |   | Jan Mertl   | Jan Mertl   | Jan Mertl   | Jan Mertl   | 1           | 5           | 2           |  |
|  | Maxime Authom            | Maxime Authom            | Maxime Authom            | Maxime Authom            | 65                 | 7           | 2           |  |  |                    |                    | John-Patrick Smith | John-Patrick Smith | John-Patrick Smith | John-Patrick Smith | 6             | 7 | 6 |             |             |             |             |             |             |             |  |
|  | John-Patrick Smith       | John-Patrick Smith       | John-Patrick Smith       | John-Patrick Smith       | 7                  | 63          | 6           |  |  | John-Patrick Smith | John-Patrick Smith | John-Patrick Smith | John-Patrick Smith | John-Patrick Smith | 7                  | 6             |   |   |             |             |             |             |             |             |             |  |
|  | PR                       | Amir Weintraub           | Amir Weintraub           | Amir Weintraub           | Amir Weintraub     | 4           | 5           |  |  | Bjorn Fratangelo   | Bjorn Fratangelo   | Bjorn Fratangelo   | Bjorn Fratangelo   | Bjorn Fratangelo   | 65                 | 4             |   |   |             |             |             |             |             |             |             |  |
|  | 18                       | Bjorn Fratangelo         | Bjorn Fratangelo         | Bjorn Fratangelo         | Bjorn Fratangelo   | 6           | 7           |  |  |                    |                    |                    |                    |                    |                    |               |   |   |             |             |             |             |             |             |             |  |

### Sezione 11
|  | Primo turno    | Primo turno              | Primo turno              | Primo turno              | Primo turno              | Primo turno | Primo turno |  |  | Secondo turno            | Secondo turno            | Secondo turno            | Secondo turno            | Secondo turno | Secondo turno | Secondo turno |   |   | Terzo turno              | Terzo turno              | Terzo turno | Terzo turno | Terzo turno | Terzo turno | Terzo turno |  |
|  |                |                          |                          |                          |                          |             |             |  |  |                          |                          |                          |                          |               |               |               |   |   |                          |                          |             |             |             |             |             |  |
|  | 11             | Adrián Menéndez Maceiras | Adrián Menéndez Maceiras | Adrián Menéndez Maceiras | Adrián Menéndez Maceiras | 6           | 6           |  |  |                          |                          |                          |                          |               |               |               |   |   |                          |                          |             |             |             |             |             |  |
|  |                | Tim Pütz                 | Tim Pütz                 | Tim Pütz                 | Tim Pütz                 | 3           | 2           |  |  | Adrián Menéndez Maceiras | Adrián Menéndez Maceiras | Adrián Menéndez Maceiras | Adrián Menéndez Maceiras | 64            | 6             | 6             |   |   |                          |                          |             |             |             |             |             |  |
|  | Wang Yeu-tzuoo | Wang Yeu-tzuoo           | Wang Yeu-tzuoo           | Wang Yeu-tzuoo           | 4                        | 6           | 7           |  |  | Wang Yeu-tzuoo           | Wang Yeu-tzuoo           | Wang Yeu-tzuoo           | Wang Yeu-tzuoo           | 7             | 3             | 4             |   |   |                          |                          |             |             |             |             |             |  |
|  | Pedro Cachín   | Pedro Cachín             | Pedro Cachín             | Pedro Cachín             | 6                        | 3           | 5           |  |  |                          |                          |                          |                          |               |               |               |   |   | Adrián Menéndez Maceiras | Adrián Menéndez Maceiras | 7           | 4           | 1           | 6           | 4           |  |
|  | WC             | Joshua Milton            | Joshua Milton            | Joshua Milton            | 3                        | 6           | 6           |  |  |                          |                          | Michael Berrer           | Michael Berrer           | 615           | 6             | 6             | 1 | 6 |                          |                          |             |             |             |             |             |  |
|  |                | Jan Hernych              | Jan Hernych              | Jan Hernych              | 6                        | 3           | 4           |  |  | Joshua Milton            | Joshua Milton            | Joshua Milton            | Joshua Milton            | 1             | 6             | 4             |   |   |                          |                          |             |             |             |             |             |  |
|  |                | Frank Dancevic           | Frank Dancevic           | Frank Dancevic           | 64                       | 6           | 3           |  |  | Michael Berrer           | Michael Berrer           | Michael Berrer           | Michael Berrer           | 6             | 2             | 6             |   |   |                          |                          |             |             |             |             |             |  |
|  | 31             | Michael Berrer           | Michael Berrer           | Michael Berrer           | 7                        | 3           | 6           |  |  |                          |                          |                          |                          |               |               |               |   |   |                          |                          |             |             |             |             |             |  |

### Sezione 12
|  | Primo turno      | Primo turno      | Primo turno      | Primo turno      | Primo turno      | Primo turno | Primo turno |  |  | Secondo turno    | Secondo turno    | Secondo turno    | Secondo turno    | Secondo turno    | Secondo turno    | Secondo turno |   |   | Terzo turno  | Terzo turno  | Terzo turno  | Terzo turno  | Terzo turno | Terzo turno | Terzo turno |  |
|  |                  |                  |                  |                  |                  |             |             |  |  |                  |                  |                  |                  |                  |                  |               |   |   |              |              |              |              |             |             |             |  |
|  | 12               | Dustin Brown     | Dustin Brown     | Dustin Brown     | Dustin Brown     | 6           | 6           |  |  |                  |                  |                  |                  |                  |                  |               |   |   |              |              |              |              |             |             |             |  |
|  |                  | Adrian Ungur     | Adrian Ungur     | Adrian Ungur     | Adrian Ungur     | 1           | 2           |  |  | Dustin Brown     | Dustin Brown     | Dustin Brown     | Dustin Brown     | Dustin Brown     | 7                | 6             |   |   |              |              |              |              |             |             |             |  |
|  | Aldin Šetkić     | Aldin Šetkić     | Aldin Šetkić     | Aldin Šetkić     | 65               | 6           | 7           |  |  | Aslan Karacev    | Aslan Karacev    | Aslan Karacev    | Aslan Karacev    | Aslan Karacev    | 69               | 4             |   |   |              |              |              |              |             |             |             |  |
|  | Aslan Karacev    | Aslan Karacev    | Aslan Karacev    | Aslan Karacev    | 7                | 4           | 9           |  |  |                  |                  |                  |                  |                  |                  |               |   |   | Dustin Brown | Dustin Brown | Dustin Brown | Dustin Brown | 7           | 6           | 6           |  |
|  | Renzo Olivo      | Renzo Olivo      | Renzo Olivo      | Renzo Olivo      | Renzo Olivo      | 4           | 64          |  |  |                  |                  | Andrea Arnaboldi | Andrea Arnaboldi | Andrea Arnaboldi | Andrea Arnaboldi | 6(1)          | 3 | 4 |              |              |              |              |             |             |             |  |
|  | Andrea Arnaboldi | Andrea Arnaboldi | Andrea Arnaboldi | Andrea Arnaboldi | Andrea Arnaboldi | 6           | 7           |  |  | Andrea Arnaboldi | Andrea Arnaboldi | Andrea Arnaboldi | Andrea Arnaboldi | Andrea Arnaboldi | 7                | 7             |   |   |              |              |              |              |             |             |             |  |
|  |                  | Guido Andreozzi  | Guido Andreozzi  | Guido Andreozzi  | 7                | 4           | 6           |  |  | Guido Andreozzi  | Guido Andreozzi  | Guido Andreozzi  | Guido Andreozzi  | Guido Andreozzi  | 5                | 62            |   |   |              |              |              |              |             |             |             |  |
|  | 24               | Ryan Harrison    | Ryan Harrison    | Ryan Harrison    | 64               | 6           | 4           |  |  |                  |                  |                  |                  |                  |                  |               |   |   |              |              |              |              |             |             |             |  |

### Sezione 13
|  | Primo turno           | Primo turno           | Primo turno           | Primo turno           | Primo turno           | Primo turno | Primo turno |  |  | Secondo turno        | Secondo turno        | Secondo turno        | Secondo turno        | Secondo turno        | Secondo turno        | Secondo turno |   |   | Terzo turno     | Terzo turno     | Terzo turno     | Terzo turno     | Terzo turno | Terzo turno | Terzo turno |  |
|  |                       |                       |                       |                       |                       |             |             |  |  |                      |                      |                      |                      |                      |                      |               |   |   |                 |                 |                 |                 |             |             |             |  |
|  | 13                    | Austin Krajicek       | Austin Krajicek       | Austin Krajicek       | 4                     | 6           | 5           |  |  |                      |                      |                      |                      |                      |                      |               |   |   |                 |                 |                 |                 |             |             |             |  |
|  |                       | Yannick Mertens       | Yannick Mertens       | Yannick Mertens       | 6                     | 2           | 7           |  |  | Yannick Mertens      | Yannick Mertens      | Yannick Mertens      | Yannick Mertens      | 64                   | 6                    | 6             |   |   |                 |                 |                 |                 |             |             |             |  |
|  | Alexander Kudryavtsev | Alexander Kudryavtsev | Alexander Kudryavtsev | Alexander Kudryavtsev | Alexander Kudryavtsev | 3           | 4           |  |  | Mathias Bourgue      | Mathias Bourgue      | Mathias Bourgue      | Mathias Bourgue      | 7                    | 3                    | 2             |   |   |                 |                 |                 |                 |             |             |             |  |
|  | Mathias Bourgue       | Mathias Bourgue       | Mathias Bourgue       | Mathias Bourgue       | Mathias Bourgue       | 6           | 6           |  |  |                      |                      |                      |                      |                      |                      |               |   |   | Yannick Mertens | Yannick Mertens | Yannick Mertens | Yannick Mertens | 67          | 3           | 4           |  |
|  | Jason Kubler          | Jason Kubler          | Jason Kubler          | Jason Kubler          | Jason Kubler          | 6           | 6           |  |  |                      |                      | Oleksandr Nedovjesov | Oleksandr Nedovjesov | Oleksandr Nedovjesov | Oleksandr Nedovjesov | 7             | 6 | 6 |                 |                 |                 |                 |             |             |             |  |
|  | Rui Machado           | Rui Machado           | Rui Machado           | Rui Machado           | Rui Machado           | 3           | 4           |  |  | Jason Kubler         | Jason Kubler         | Jason Kubler         | Jason Kubler         | 6                    | 3                    | 4             |   |   |                 |                 |                 |                 |             |             |             |  |
|  |                       | Mirza Bašić           | Mirza Bašić           | Mirza Bašić           | Mirza Bašić           | 1           | 2           |  |  | Oleksandr Nedovjesov | Oleksandr Nedovjesov | Oleksandr Nedovjesov | Oleksandr Nedovjesov | 3                    | 6                    | 6             |   |   |                 |                 |                 |                 |             |             |             |  |
|  | 17                    | Oleksandr Nedovjesov  | Oleksandr Nedovjesov  | Oleksandr Nedovjesov  | Oleksandr Nedovjesov  | 6           | 6           |  |  |                      |                      |                      |                      |                      |                      |               |   |   |                 |                 |                 |                 |             |             |             |  |

### Sezione 14
|  | Primo turno   | Primo turno      | Primo turno      | Primo turno      | Primo turno     | Primo turno | Primo turno |  |  | Secondo turno    | Secondo turno    | Secondo turno    | Secondo turno    | Secondo turno    | Secondo turno | Secondo turno |   |   | Terzo turno | Terzo turno | Terzo turno | Terzo turno | Terzo turno | Terzo turno | Terzo turno |  |
|  |               |                  |                  |                  |                 |             |             |  |  |                  |                  |                  |                  |                  |               |               |   |   |             |             |             |             |             |             |             |  |
|  | 14            | Ivan Dodig       | Ivan Dodig       | Ivan Dodig       | Ivan Dodig      | 6           | 6           |  |  |                  |                  |                  |                  |                  |               |               |   |   |             |             |             |             |             |             |             |  |
|  |               | Jared Donaldson  | Jared Donaldson  | Jared Donaldson  | Jared Donaldson | 3           | 2           |  |  | Ivan Dodig       | Ivan Dodig       | Ivan Dodig       | Ivan Dodig       | 4                | 6             | 6             |   |   |             |             |             |             |             |             |             |  |
|  | Jozef Kovalík | Jozef Kovalík    | Jozef Kovalík    | Jozef Kovalík    | 4               | 6           | 3           |  |  | Andrej Rublëv    | Andrej Rublëv    | Andrej Rublëv    | Andrej Rublëv    | 6                | 4             | 4             |   |   |             |             |             |             |             |             |             |  |
|  | Andrej Rublëv | Andrej Rublëv    | Andrej Rublëv    | Andrej Rublëv    | 6               | 3           | 6           |  |  |                  |                  |                  |                  |                  |               |               |   |   | Ivan Dodig  | Ivan Dodig  | Ivan Dodig  | 7           | 65          | 4           | 6(1)        |  |
|  | PR            | Pedro Sousa      | Pedro Sousa      | Pedro Sousa      | 3               | 6           | 1           |  |  |                  |                  | Horacio Zeballos | Horacio Zeballos | Horacio Zeballos | 64            | 7             | 6 | 7 |             |             |             |             |             |             |             |  |
|  |               | Gastão Elias     | Gastão Elias     | Gastão Elias     | 6               | 3           | 6           |  |  | Gastão Elias     | Gastão Elias     | Gastão Elias     | Gastão Elias     | 1                | 7             | 5             |   |   |             |             |             |             |             |             |             |  |
|  |               | Pere Riba        | Pere Riba        | Pere Riba        | 7               | 4           | 4           |  |  | Horacio Zeballos | Horacio Zeballos | Horacio Zeballos | Horacio Zeballos | 6                | 63            | 7             |   |   |             |             |             |             |             |             |             |  |
|  | 27            | Horacio Zeballos | Horacio Zeballos | Horacio Zeballos | 64              | 6           | 6           |  |  |                  |                  |                  |                  |                  |               |               |   |   |             |             |             |             |             |             |             |  |

### Sezione 15
|  | Primo turno      | Primo turno       | Primo turno       | Primo turno       | Primo turno       | Primo turno | Primo turno |  |  | Secondo turno     | Secondo turno     | Secondo turno     | Secondo turno     | Secondo turno     | Secondo turno | Secondo turno |   |   | Terzo turno  | Terzo turno  | Terzo turno  | Terzo turno | Terzo turno | Terzo turno | Terzo turno |  |
|  |                  |                   |                   |                   |                   |             |             |  |  |                   |                   |                   |                   |                   |               |               |   |   |              |              |              |             |             |             |             |  |
|  | 15               | John Millman      | John Millman      | John Millman      | John Millman      | 6           | 6           |  |  |                   |                   |                   |                   |                   |               |               |   |   |              |              |              |             |             |             |             |  |
|  |                  | Christian Lindell | Christian Lindell | Christian Lindell | Christian Lindell | 3           | 2           |  |  | John Millman      | John Millman      | John Millman      | John Millman      | 4                 | 6             | 6             |   |   |              |              |              |             |             |             |             |  |
|  | Chase Buchanan   | Chase Buchanan    | Chase Buchanan    | Chase Buchanan    | Chase Buchanan    | 6           | 2r          |  |  | Tristan Lamasine  | Tristan Lamasine  | Tristan Lamasine  | Tristan Lamasine  | 6                 | 1             | 4             |   |   |              |              |              |             |             |             |             |  |
|  | Tristan Lamasine | Tristan Lamasine  | Tristan Lamasine  | Tristan Lamasine  | Tristan Lamasine  | 1           | 1           |  |  |                   |                   |                   |                   |                   |               |               |   |   | John Millman | John Millman | John Millman | 1           | 6           | 6           | 6           |  |
|  | Enzo Couacaud    | Enzo Couacaud     | Enzo Couacaud     | Enzo Couacaud     | Enzo Couacaud     | 6           | 6           |  |  |                   |                   | Enzo Couacaud     | Enzo Couacaud     | Enzo Couacaud     | 6             | 3             | 3 | 2 |              |              |              |             |             |             |             |  |
|  | Niels Desein     | Niels Desein      | Niels Desein      | Niels Desein      | Niels Desein      | 4           | 4           |  |  | Enzo Couacaud     | Enzo Couacaud     | Enzo Couacaud     | Enzo Couacaud     | Enzo Couacaud     | 7             | 6             |   |   |              |              |              |             |             |             |             |  |
|  | PR               | Marco Chiudinelli | Marco Chiudinelli | Marco Chiudinelli | 6                 | 4           | 10          |  |  | Marco Chiudinelli | Marco Chiudinelli | Marco Chiudinelli | Marco Chiudinelli | Marco Chiudinelli | 69            | 3             |   |   |              |              |              |             |             |             |             |  |
|  | 21               | Albert Montañés   | Albert Montañés   | Albert Montañés   | 3                 | 6           | 8           |  |  |                   |                   |                   |                   |                   |               |               |   |   |              |              |              |             |             |             |             |  |

### Sezione 16
|  | Primo turno     | Primo turno       | Primo turno       | Primo turno       | Primo turno       | Primo turno | Primo turno |  |  | Secondo turno     | Secondo turno     | Secondo turno     | Secondo turno     | Secondo turno | Secondo turno | Secondo turno |   |   | Terzo turno       | Terzo turno       | Terzo turno | Terzo turno | Terzo turno | Terzo turno | Terzo turno |  |
|  |                 |                   |                   |                   |                   |             |             |  |  |                   |                   |                   |                   |               |               |               |   |   |                   |                   |             |             |             |             |             |  |
|  | 16              | Radu Albot        | Radu Albot        | Radu Albot        | Radu Albot        | 64          | 4           |  |  |                   |                   |                   |                   |               |               |               |   |   |                   |                   |             |             |             |             |             |  |
|  |                 | Kenny de Schepper | Kenny de Schepper | Kenny de Schepper | Kenny de Schepper | 7           | 6           |  |  | Kenny de Schepper | Kenny de Schepper | Kenny de Schepper | Kenny de Schepper | 7             | 3             | 9             |   |   |                   |                   |             |             |             |             |             |  |
|  | Peter Gojowczyk | Peter Gojowczyk   | Peter Gojowczyk   | Peter Gojowczyk   | Peter Gojowczyk   | 68          | 4           |  |  | Saketh Myneni     | Saketh Myneni     | Saketh Myneni     | Saketh Myneni     | 65            | 6             | 7             |   |   |                   |                   |             |             |             |             |             |  |
|  | Saketh Myneni   | Saketh Myneni     | Saketh Myneni     | Saketh Myneni     | Saketh Myneni     | 7           | 6           |  |  |                   |                   |                   |                   |               |               |               |   |   | Kenny de Schepper | Kenny de Schepper | 3           | 6           | 3           | 6           | 6           |  |
|  | Chen Ti         | Chen Ti           | Chen Ti           | Chen Ti           | Chen Ti           | 2           | 3           |  |  |                   |                   | Stéphane Robert   | Stéphane Robert   | 6             | 2             | 6             | 3 | 4 |                   |                   |             |             |             |             |             |  |
|  | Jürgen Zopp     | Jürgen Zopp       | Jürgen Zopp       | Jürgen Zopp       | Jürgen Zopp       | 6           | 6           |  |  | Jürgen Zopp       | Jürgen Zopp       | Jürgen Zopp       | Jürgen Zopp       | 65            | 6             | 3             |   |   |                   |                   |             |             |             |             |             |  |
|  | PR              | Stéphane Robert   | Stéphane Robert   | Stéphane Robert   | Stéphane Robert   | 6           | 7           |  |  | Stéphane Robert   | Stéphane Robert   | Stéphane Robert   | Stéphane Robert   | 7             | 4             | 6             |   |   |                   |                   |             |             |             |             |             |  |
|  | 22              | Norbert Gombos    | Norbert Gombos    | Norbert Gombos    | Norbert Gombos    | 3           | 5           |  |  |                   |                   |                   |                   |               |               |               |   |   |                   |                   |             |             |             |             |             |  |